# Gustaf Lundberg
Gustaf Lundberg (Stoccolma, 17 agosto 1695 – Stoccolma, 18 marzo 1786) è stato un pittore svedese, molto apprezzato come pastellista e ritrattista.

## Biografia
Rimasto orfano in giovane età, Lundberg fu cresciuto da suo nonno, Fredrik Richter, un orafo molto stimato a Stoccolma.
Tramite il nonno, Lundberg all'età di 17 anni iniziò a lavorare come apprendista nella bottega di David von Krafft.
Si recò a Parigi nel 1717 dove ben presto divenne allievo di Rosalba Carriera.
Dalla pittrice italiana Lundberg acquisì la tecnica di pittura con i pastelli diventando uno dei pastellisti più amati a Parigi.
La bravura di Lundberg come ritrattista feci sì che il pittore divenne molto richiesto per eseguire ritratti da parte della famiglia reale e dalle cerchie influenti della società parigina.
La sua fama gli consentì nel 1740 di diventare membro dell'Académie française.
Tornato in Svezia Lundberg iniziò a lavorare presso la corte e nell'ambiente aristocratico.
Ricevette diversi riconoscimenti direttamente del re Federico I di Svezia, come la nomina di pittore aulico nel 1750.
A partire dal 1768 diventò membro dell'Accademia di belle arti.
Lundberg ha continuato a dipingere per tutta la vita anche quando aveva ben più di 80 anni.
I suoi ritratti sono conservati tuttora nei castelli reali e della nobiltà svedese, nelle collezioni pubbliche e private.
Lundberg morì all'età di 90 anni a Stoccolma.

## Galleria d'immagini

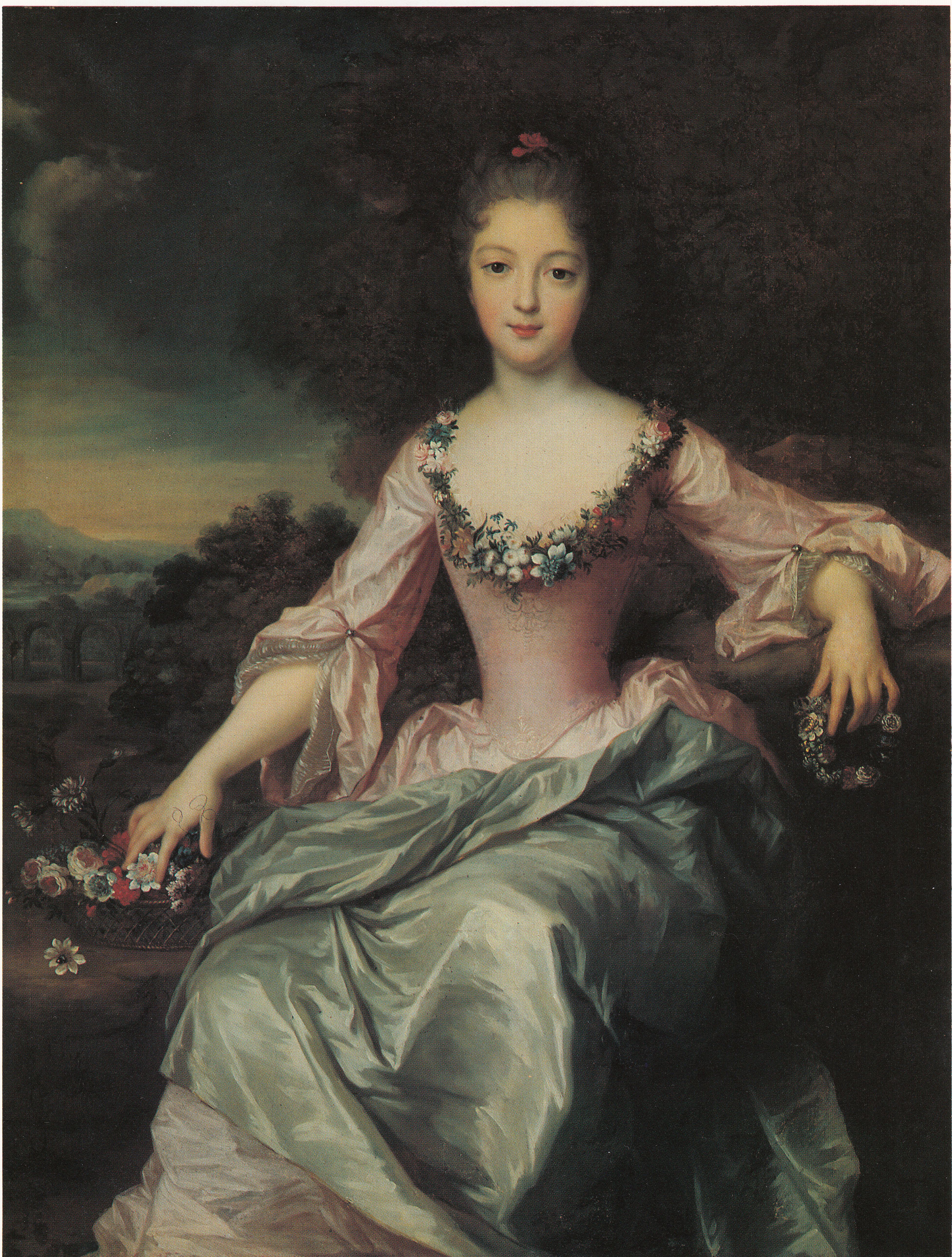
Maria Anna di Borbone-Condé (1697-1741), 1720.
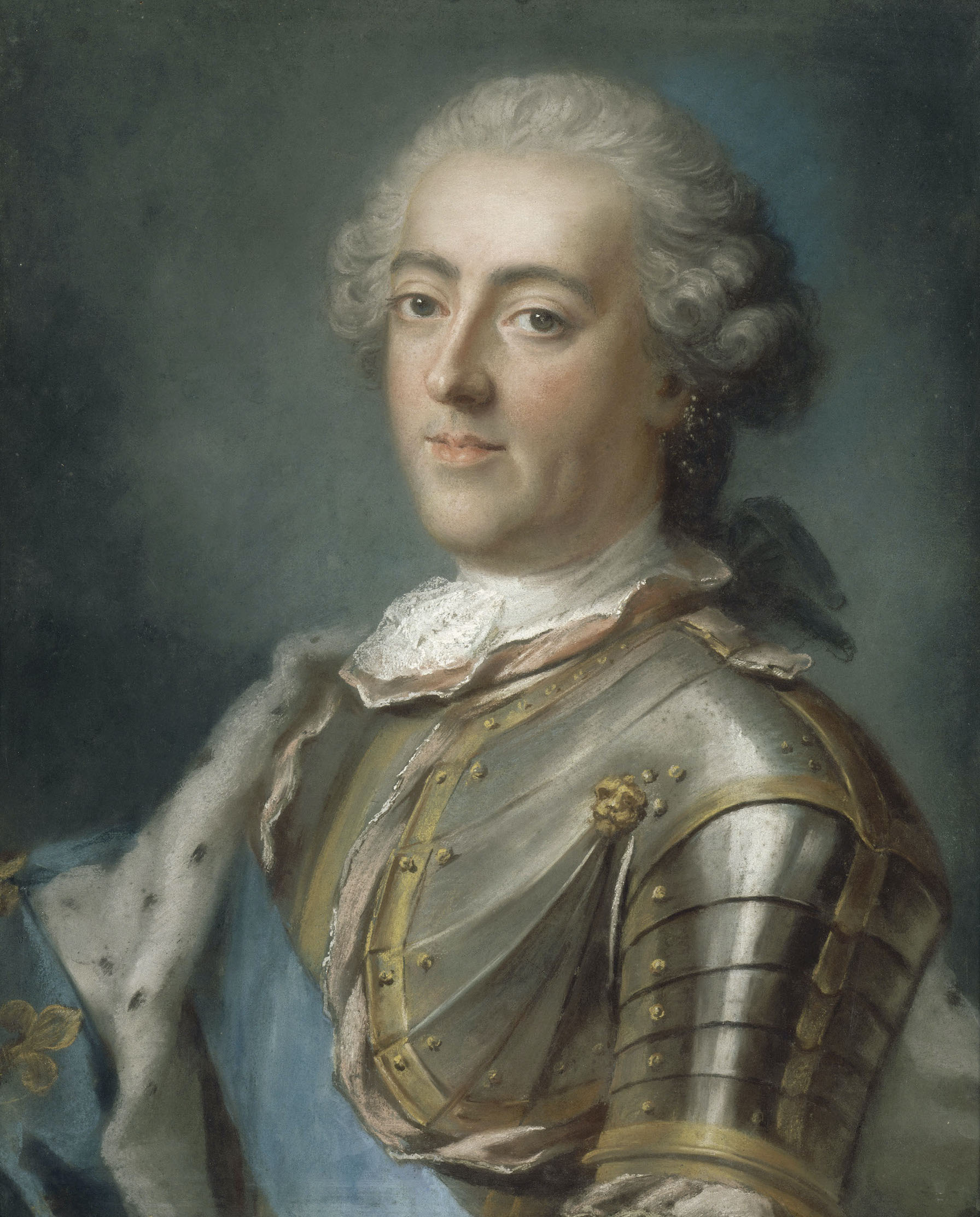
Luigi XV di Francia, 1730.
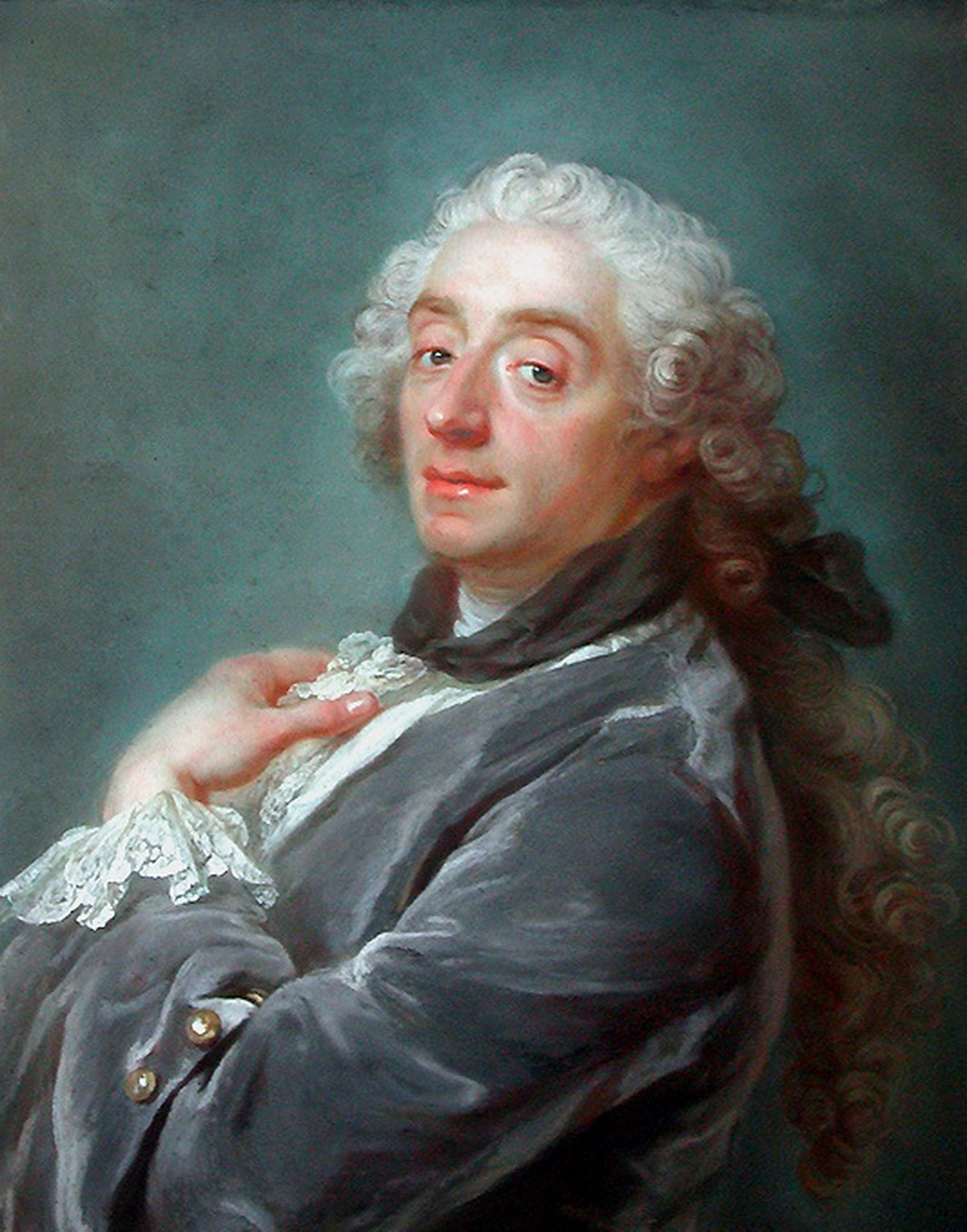
François Boucher, 1741.
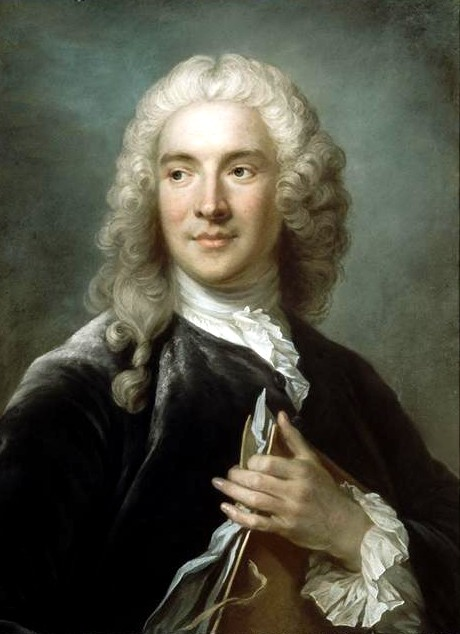
Charles-Joseph Natoire, 1741.
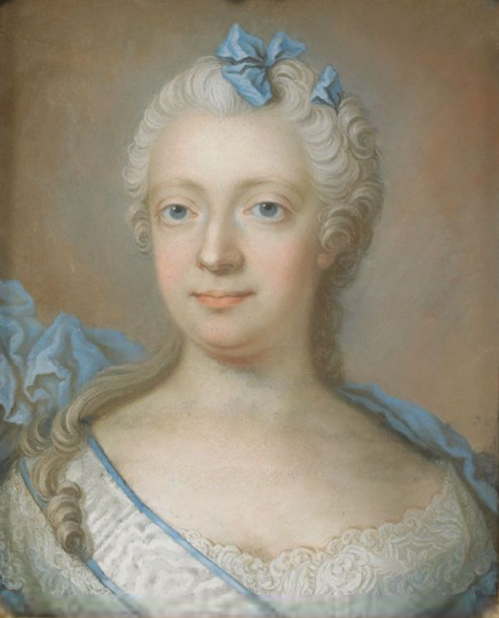
Luisa Ulrica di Prussia, 1745-46.
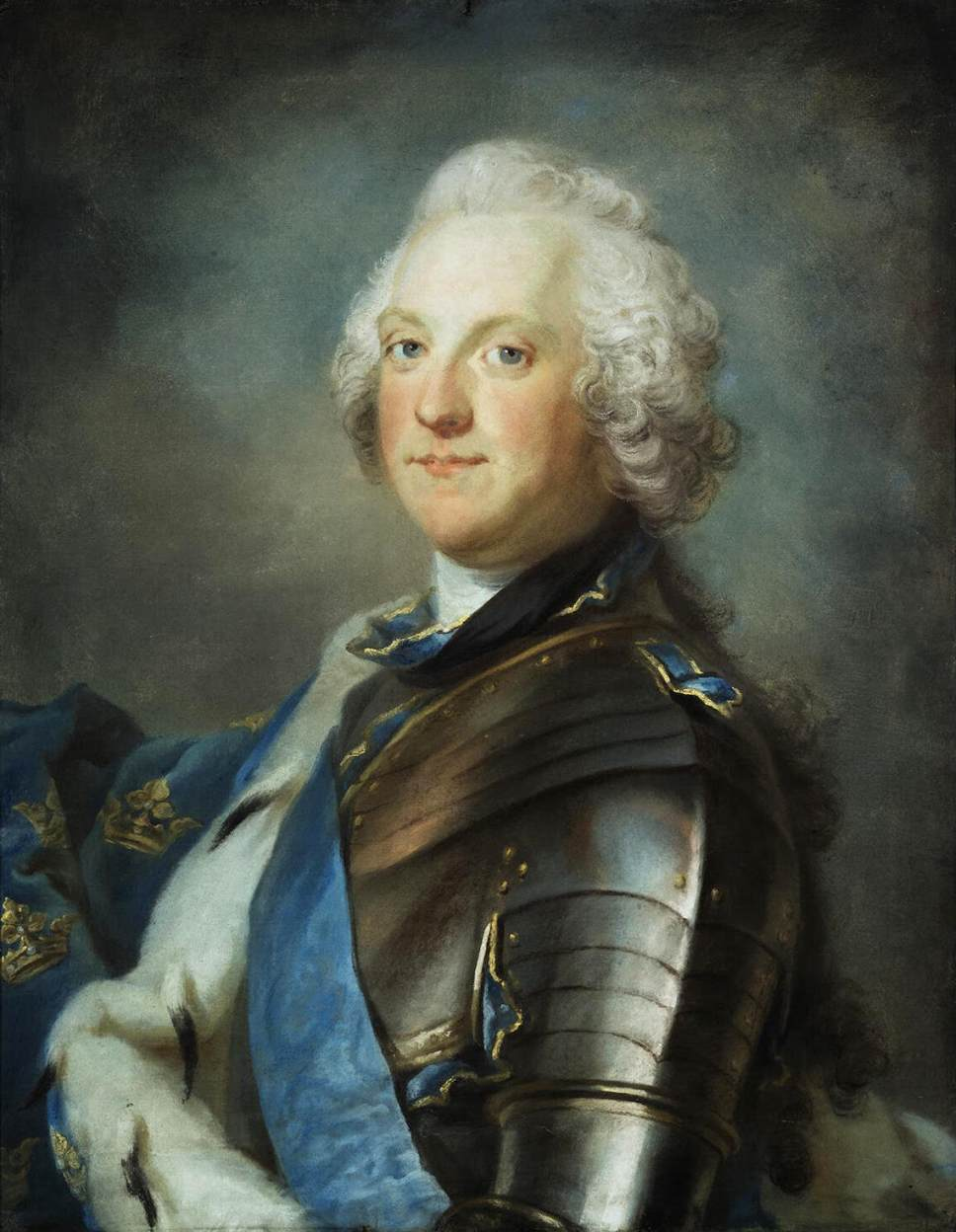
Adolfo Federico di Svezia, 1750.
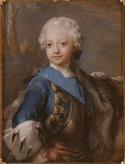
Gustavo III di Svezia da bambino, 1750.